# سیف‌الدین سوری
سیف الدین سوری از شاهان سلسله غوریان بود که به لشکرکشی‌های عموی خود به صفاریان مشهور بود. او پس از موفقیت در لشکرکشی‌ها در یکی از نبرد مجروح و کشته شد.